# Kanonieke ring
In de algebraïsche meetkunde, een deelgebied van de wiskunde, is de plurikanonieke ring van een niet-singuliere algebraïsche variëteit {\displaystyle V} de gegradeerde ring
{\displaystyle R(V,K)=R(V,K_{V})}
van secties van de machten van de kanonieke bundel {\displaystyle K}. Zijn {\displaystyle n}-de gegradeerde component ({\displaystyle n\geq 0}) is:
{\displaystyle R_{n}=H^{0}(V,K^{n})}
dat wil zeggen, de ruimte van secties van het {\displaystyle n}-de tensorproduct {\displaystyle K^{n}} van de kanonieke bundel {\displaystyle K}.